# Raión de Mánjush
Raión de Mánjush (en ucraniano: Мангушський район), antes Pershotravnevyi (en ucraniano: Першотравневий район) es un antiguo raión o distrito de Ucrania en el óblast de Donetsk. La capital fue la ciudad de Mánjush.
Comprende una superficie de 792 km².

## Demografía
Según estimación 2010 contaba con una población total de 29241 habitantes.

## Otros datos
El código KOATUU es 1423900000. El código postal 87400 y el prefijo telefónico +380 6297.